# Kodachrome

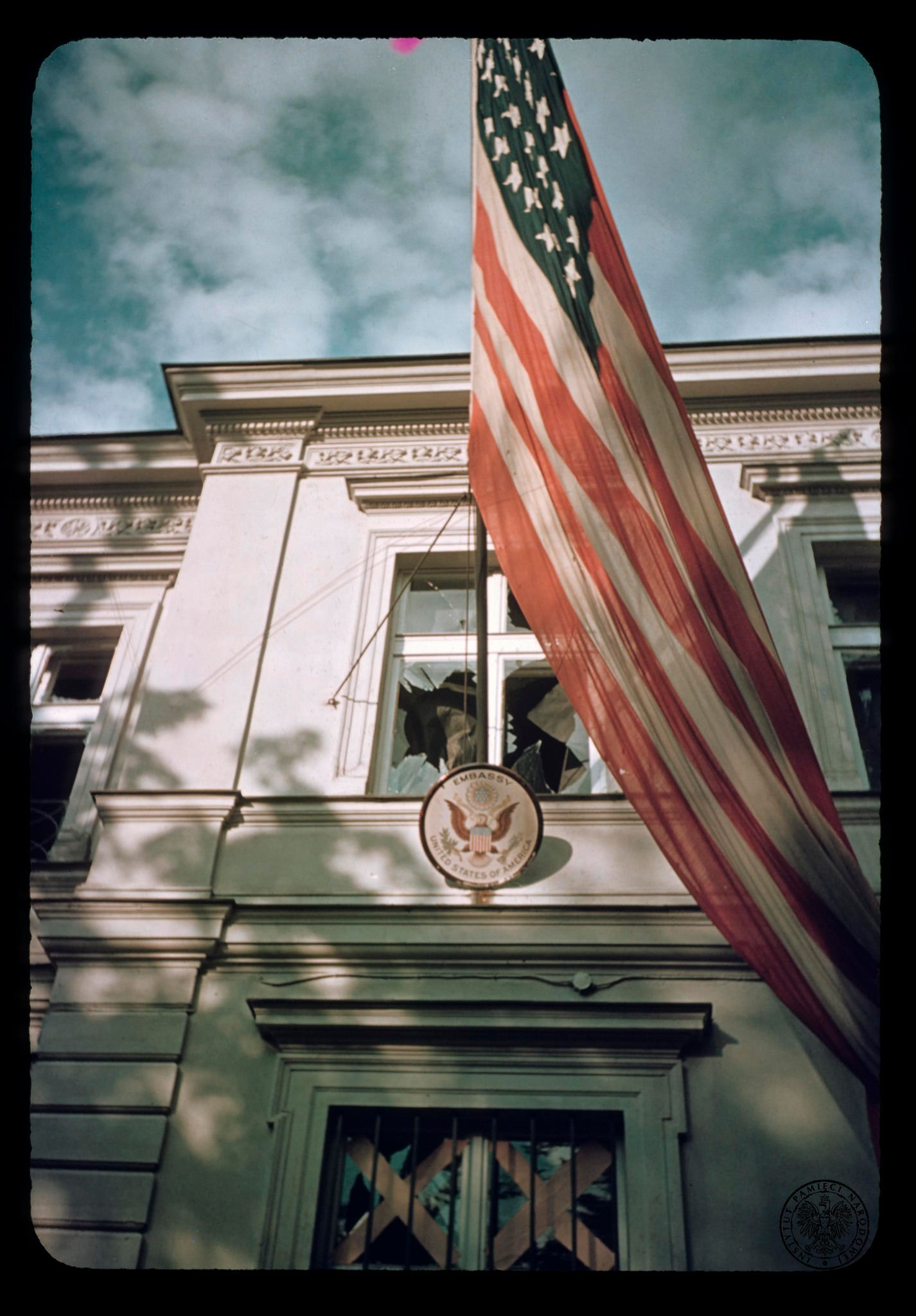
Foto Kodachrome del 1939, che mostra l'ambasciata americana a Varsavia, campagna di Polonia.

Foto Kodachrome del 1944, la liberazione di Parigi.

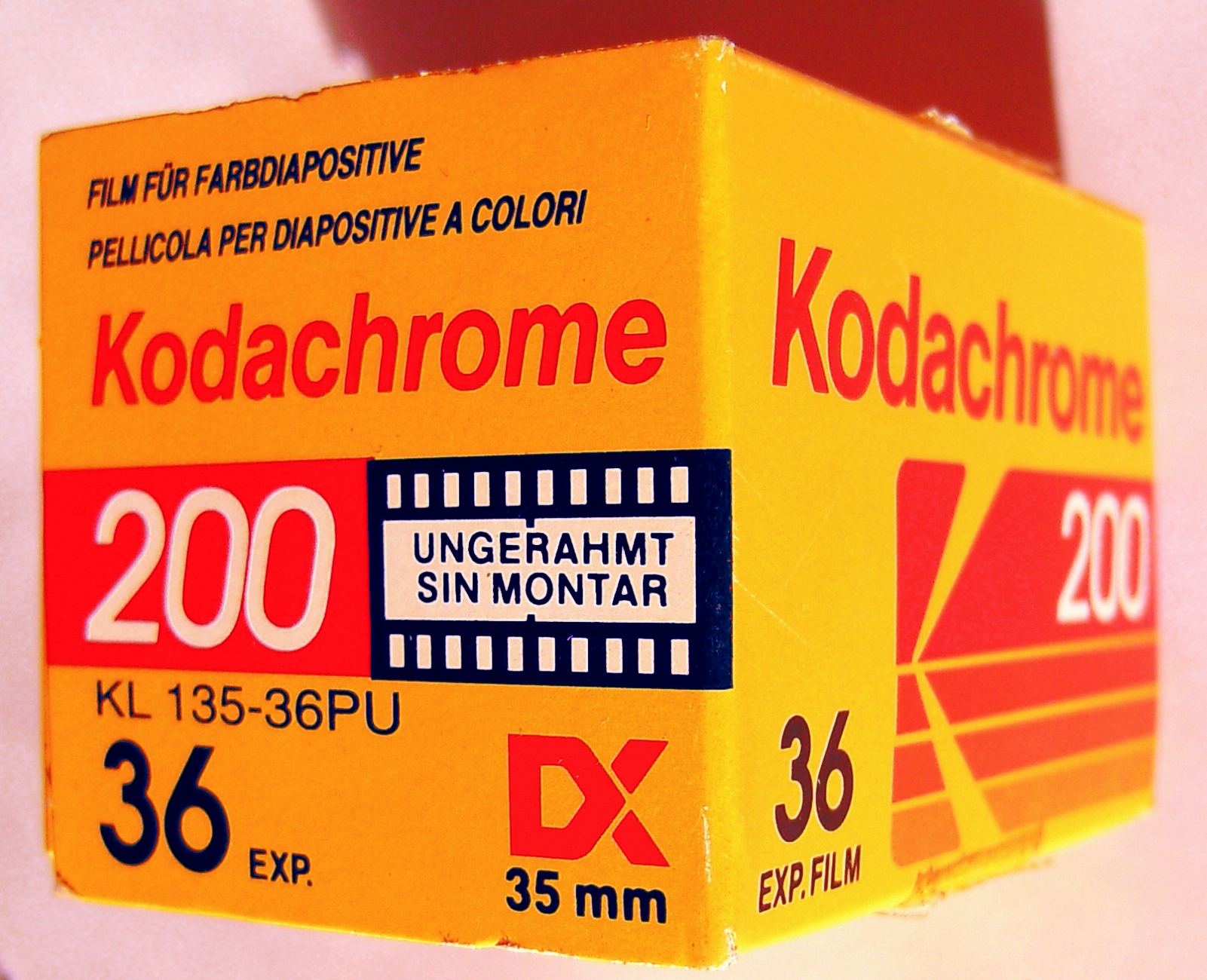
La pellicola Kodachrome è stata inventata nel 1935 negli Stati Uniti.

Kodachrome è il marchio di una famiglia di pellicole fotografiche invertibili prodotte dalla Eastman Kodak.

## Storia
Kodachrome è stata la prima pellicola a colori di successo nel mercato di massa a usare il metodo sottrattivo.
La sua produzione è durata 74 anni e ha compreso vari formati capaci di soddisfare sia l'ambito fotografico sia cinematografico, includendo i formati 8mm, Super 8, 16 mm e 35 mm per il cinema e 35 mm, 120, 110, 126, 127, 828, e grandi formati per la fotografia. Per molti anni è stata usata da fotografi professionisti.
Pellicola apprezzata in maniera particolare dal dopoguerra agli anni settanta, l'uso del Kodachrome è progressivamente diminuito a partire dagli anni ottanta, quando altri tipi di pellicola a colori divennero realmente competitivi sia in termini di prezzo sia di qualità; inoltre dagli anni ottanta il cinema amatoriale (dove il Kodachrome era preferito) venne sostituito da sistemi video. 
Infine, a causa dell'avvento della fotografia digitale, la richiesta generale di pellicole è diminuita notevolmente e il Kodachrome è definitivamente uscito di produzione dal 2009.
Le ultime scorte di Kodachrome si sono potute sviluppare secondo il processo K-14 solo presso un laboratorio statunitense fino al 2010.
Il laboratorio era Dwayne's Photo a Parsons, Kansas, USA.
Eastman Kodak concesse al noto fotoreporter Steve McCurry l'onore di utilizzare l'ultimo caricatore di pellicola Kodachrome che è stato sviluppato nel 2010 da Dwayne's Photo. McCurry dichiarò: "è stata una pellicola meravigliosa". Anche la sua fotografia più nota, quella della Ragazza afgana, era stata fatta su Kodachrome.

## Nella cultura di massa
La fama di questa pellicola fu tale che anche Paul Simon la rese protagonista di un suo brano del 1973, intitolato proprio Kodachrome.